# Médula ósea
La médula ósea es un tipo de tejido biológico flexible que se encuentra en el interior de los huesos largos, vértebras, costillas, esternón, huesos del cráneo, cintura escapular y pelvis.
Todas las células sanguíneas derivan de una célula madre hematopoyética pluripotencial ubicada en la médula ósea.
En promedio, la médula ósea constituye el 4% del total de la masa corporal del ser humano; por ejemplo en un adulto que pesa unos 65 kilos, su médula ósea pesa unos 2.6 kg. El componente hematopoyético de la médula ósea produce unos 500 000 millones de glóbulos rojos por día, que utilizan la vasculatura de la médula ósea como conducto de la circulación sistémica del cuerpo. La médula ósea también es un componente clave del sistema linfático, produciendo los linfocitos que forman parte del sistema inmune del cuerpo.

## Tipos de médula ósea
Hay cuatro tipos de médula ósea:
- La médula ósea roja, que ocupa el tejido esponjoso de los huesos planos, como el esternón, las vértebras, la pelvis y las costillas; es la que tiene la función hematopoyética.
- La médula ósea amarilla, que es tejido adiposo y se localiza en los canales medulares de los huesos largos.
- La médula gelatinosa o gelatiniforme, así denominada (Robin) por su semi-transparencia y consistencia, se encuentra excepcionalmente en el hombre, y aun solo en el adulto: ocupa la aureolas de los huesos anchos que entran en la constitución ósea del cráneo y de la cara.
- La médula gris, sumamente rara en el hombre ya que aparece después de los 50 años sustituyendo la médula amarilla. Está formada por una sustancia gelatinosa de aspecto grisáceo, que se piensa que puede estar formada por hidratos de carbono. Se da sobre todo en los roedores.[4]

La médula ósea roja, a la que se refiere habitualmente el término médula ósea, es el lugar donde se produce la sangre (hematopoyesis), porque contiene las células madre que originan los tres tipos de células sanguíneas que son los leucocitos, hematíes y plaquetas.

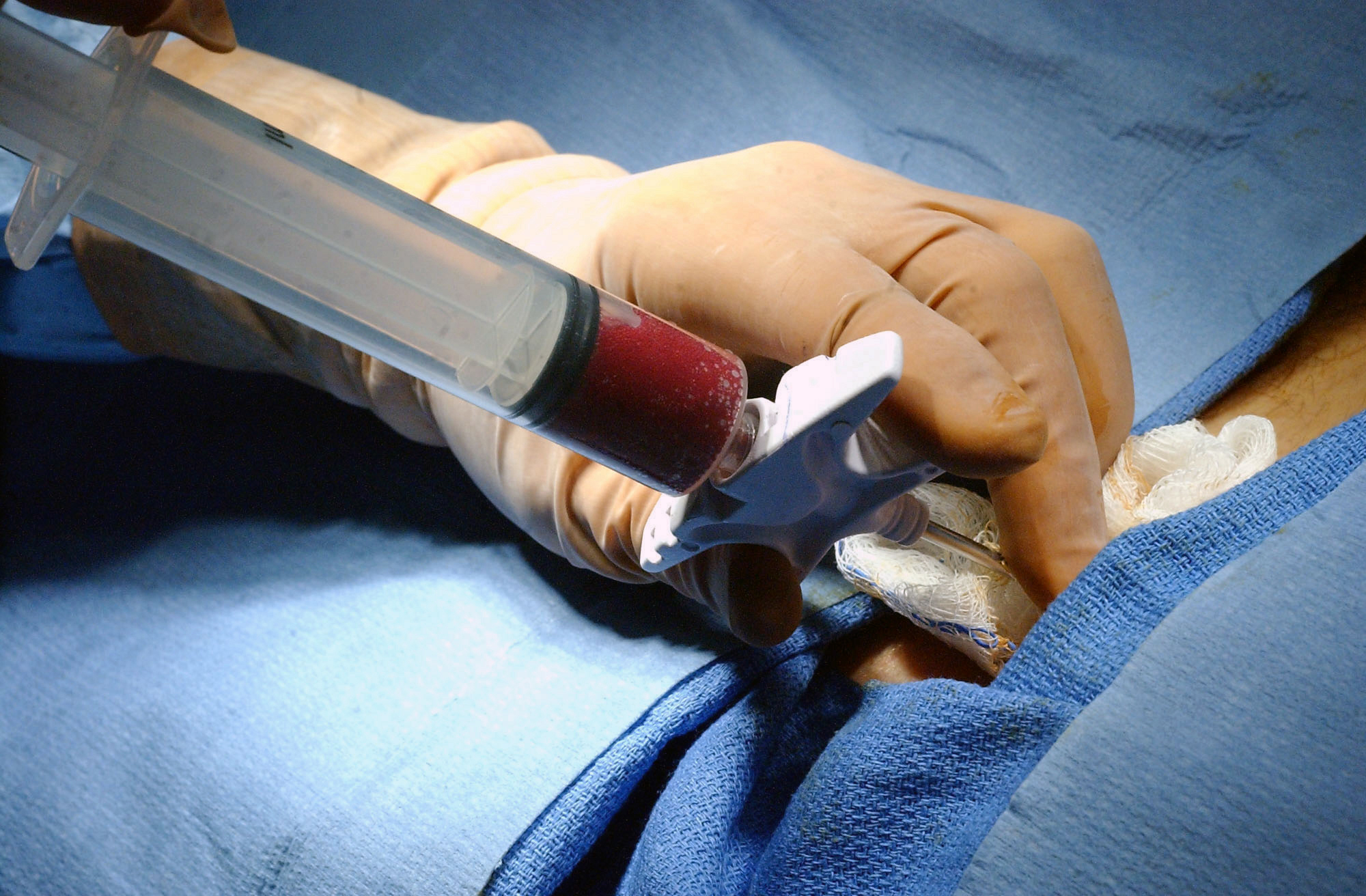
Extracción de médula ósea.

## Médula ósea y enfermedades
La composición de la médula ósea puede ser alterada por infecciones como la tuberculosis, ocasionando un decremento en la producción de células sanguíneas y plaquetas. Además las distintas variedades de cáncer de las células precursoras mortíferas, pueden aparecer en la médula ósea, esta enfermedad es conocida como leucemia.
Para diagnosticar las enfermedades que involucran la médula ósea, se requiere un examen de la médula. Este procedimiento implica el uso de una aguja que permita recolectar una muestra de la médula roja del hueso iliaco. El procedimiento se realiza bajo anestesia local.
La exposición a la radiación o quimioterapia aniquila muchas de las células de rápida división en la médula ósea, lo cual resultará en un sistema inmunitario disminuido. Muchos de los síntomas de la enfermedad por radiación son debidos al daño que sufren las células de la médula ósea.

## Trasplante de médula ósea
La médula ósea puede trasplantarse, ya que puede extraerse de un hueso de donante vivo, generalmente del esternón o de la cadera, mediante una punción y aspiración y transfundirse al sistema circulatorio del receptor, si existe compatibilidad del sistema HLA (compatibilidad de órganos entre donante y receptor). Las células madre transfundidas anidarán en la médula ósea de los huesos del receptor. Es lo que se llama trasplante de médula ósea.
Los trasplantes de médula ósea están siendo muy útiles en la investigación y en las terapias de regeneración del sistema nervioso central, debido al tipo de células (pluripotenciales) que la componen; siendo de las líneas celulares más utilizadas en estos campos.

## Asociaciones de donantes
La donación de médula ósea es siempre voluntaria y altruista. La Fundación Josep Carreras contra la leucemia creó en 1991 el Registro de Donantes de Médula Ósea (REDMO).
Existen varias asociaciones de donantes, como ejemplo A.D.A.M.O (Asociación de Donantes Altruistas de Médula Ósea), regente de la Asociación Regional de Donantes de Médula Ósea de Castilla-La Mancha.
En la comunidad autónoma de Aragón, para promover la donación de médula se fundó (julio de 2012) la Asociación Dona Médula Aragón
- Asociación Regional de Donantes de Médula Ósea de Castilla-La Mancha
- Asociación Para la Donación de Médula Ósea de Extremadura
- Asociación Dona Médula Aragón
- Fundación Nacional FUNDASPE
- Federación Española de Donantes de Sangre

En Argentina, el Instituto Nacional Central Único Coordinador de Ablación e Implante (Incucai) es el organismo que regula las actividades de donación y trasplante de órganos, tejidos y células en el país. A través del Registro Nacional de Donantes de Células Progenitoras Hematopoyéticas (CPH) se estableció una base de datos nacional de donantes de CPH, la cual está unida a la Red Internacional Bone Marrow Donors Worldwide (BMDW).

## La médula ósea y la cultura popular
- En el cine, el tema de la médula ósea se trató en diversas películas, destacando sobre todo, Medidas Desesperadas con Andy García y Michael Keaton.
- En el lenguaje coloquial, se le llama tuétano; pero generalmente se refiere más a la médula ósea de otros animales, empleados en la gastronomía; por ejemplo, el corte de carne conocido como "chambarete", "caracú" u "osobuco" tiene una porción de tuétano o médula ósea, que es apreciada por aficionados y se consume después de ser cocinada. En otros casos, dependiendo del corte del hueso, después que el tuétano ha sido retirado, el hueso puede ser empleado en el escultismo, para hacer el nudo de la pañoleta.

### Argentina
- Incucai (Instituto Nacional Central Único Coordinador de Ablación e Implante).

### España
- Asociación Regional de Donantes de Médula Ósea de Castilla-La Mancha.
- Asociación Para la Donanción de Médula Ósea de Extremadura.
- Fundación Josep Carreras contra la leucemia.
- Asociación Dona Médula Aragón.
- Infografía sobre el proceso de donación de médula ósea.

- Datos: Q546523
- Multimedia: Bone marrow / Q546523